# Villamalur
Villamalur es un municipio de la provincia de Castellón, perteneciente a la Comunidad Valenciana, España. Está situado en la comarca del Alto Mijares. Cuenta con una población de 97 habitantes (INE 2024). Se trata de un municipio hispanófono, en el que el español cuenta con el predominio lingüístico reconocido legalmente.

## Geografía
Se sitúa el núcleo urbano en un pintoresco emplazamiento sobre un monte elevado por encima de los campos y los barrancos, en el sector noroccidental del parque natural de la Sierra de Espadán. El pueblo se encuentra a una altitud de 644 m sobre el nivel del mar. Villamalur posee un término muy accidentado en cuanto a su relieve se refiere, teniendo una altura media de 700 m. Destacan entre sus montes el Alto del Pinar, con una altura de 1047 m.
Gran parte de su término municipal se halla poblado de grandes extensiones de bosque en donde las especies predominantes son los pinos, alcornoques y encinas. Así, 1650 hectáreas del término municipal están ocupadas por extensiones boscosas y 260 por superficies de cultivos
Desde Castellón de la Plana se accede a esta localidad a través de la CV-20, tomando en Onda la CV-223, continuando por la CV-205 para alcanzar la CV-202.

### Localidades limítrofes
Torralba del Pinar, Ayódar, Sueras, Alcudia de Veo y Matet todas de la provincia de Castellón.

## Historia
Los orígenes exactos de la población son desconocidos, si bien su fundación se atribuye a la existencia de una supuesta alquería musulmana, hecho avalado por el castillo alzado en sus proximidades, de fábrica islámica. Su nombre actual, que ya aparece documentado en 1489, según algunos autores podría haber sustituido a su hoy ignorada denominación musulmana.
En 1236 formaba parte del señorío que Zayd Abu Zayd, último gobernador almohade de Valencia, detentaba sobre estas tierras tras su expulsión por Zayán Ibn Mardanix.
Antiguo lugar de moriscos (contaba con 21 casas en 1609), fue repoblado por aragoneses durante la primera mitad del siglo XVII. Si bien en 1715 tenía 148 habitantes, no experimentaría, al contrario de lo que sucedió con la gran mayoría de los pueblos valencianos, ningún crecimiento demográfico durante el siglo XVIII, ya que a finales del mismo tenía 135 habitantes. Aunque durante el XIX crecerá y llegará a tener 546 moradores en 1900, a partir de ese año su población iniciará un continuo retroceso, más acusado a partir de  1960. 

## Administración
| Periodo   | Nombre                       | Partido             |
| --------- | ---------------------------- | ------------------- |
| 2003-2007 | José Mª Fornás Pastor        | PP                  |
| 2007-2011 | Lorenzo Gimeno Moliner       | PP                  |
| 2011-2015 | Jorge Jiménez Lombarte       | PP                  |
| 2015-2019 | Juan Bautitsa Gimeno Guillén | PP                  |
| 2019-2023 | Juan Bautista Gimeno Guillén | PP                  |
| 2023-act. | Rosa María Gómez Sancho      | Adelante Villamalur |

## Demografía
Villamalur cuenta con una población de 97 habitantes (INE 2024).
| Gráfica de evolución demográfica de Villamalur entre 1842 y 2021                                                    |
| |
| Población de derecho según los censos de población del INE Población de hecho según los censos de población del INE |

| 1990 | 1992 | 1994 | 1996 | 1998 | 2000 | 2002 | 2004 | 2005 | 2007 |
| ---- | ---- | ---- | ---- | ---- | ---- | ---- | ---- | ---- | ---- |
| 170  | 151  | 165  | 161  | 149  | 141  | 118  | 108  | 104  | 98   |

## Economía
Esencialmente agrícola. Los cultivos principales son el cerezo, el almendro,  el olivo

## Monumentos

### Monumentos religiosos

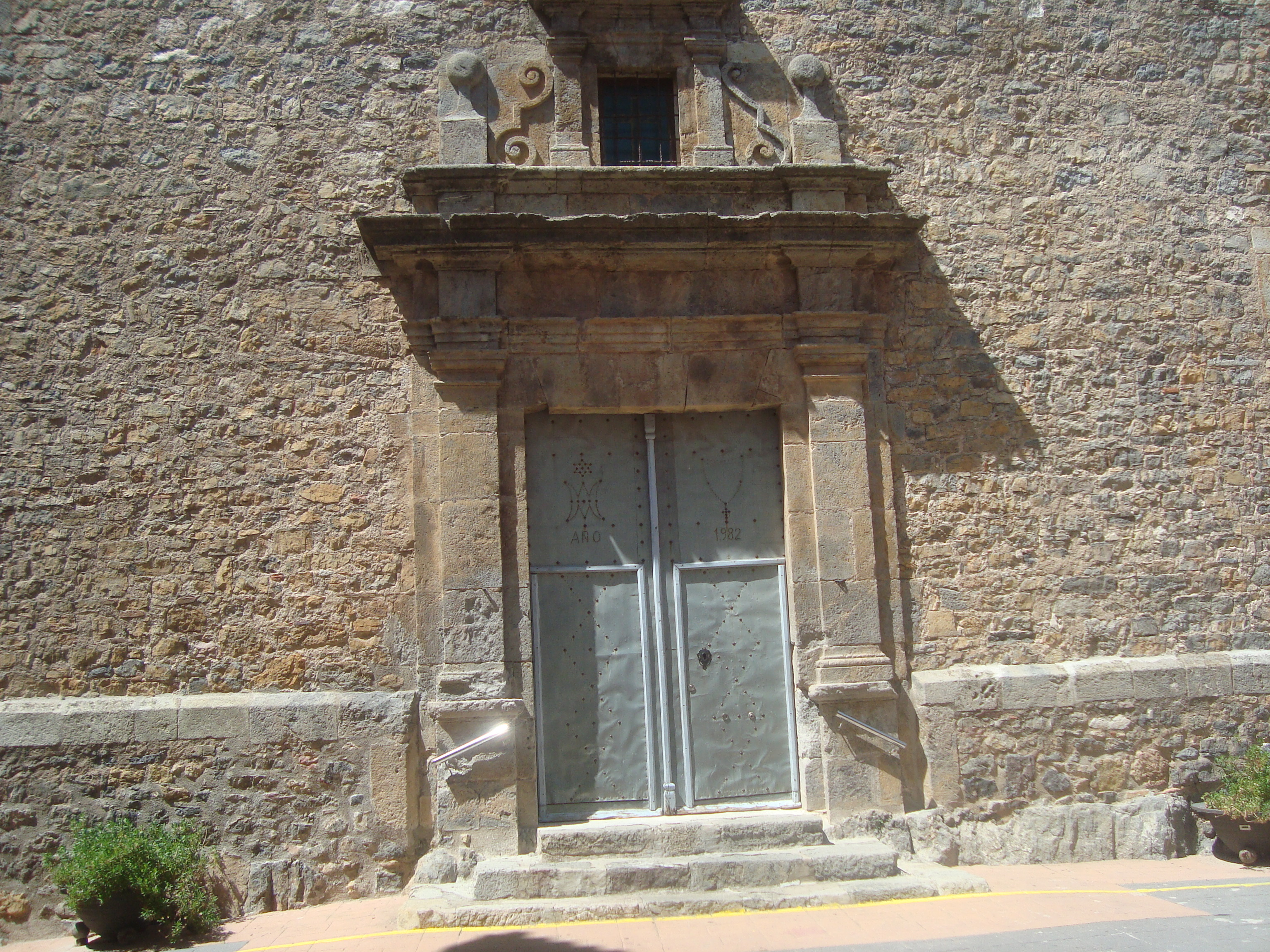
Portada de la Iglesia Parroquial de Santo Domingo de Guzmán de Villamalur.

- Portada de la Iglesia Parroquial de Santo Domingo de Guzmán de Villamalur.Iglesia Parroquial.

### Monumentos civiles

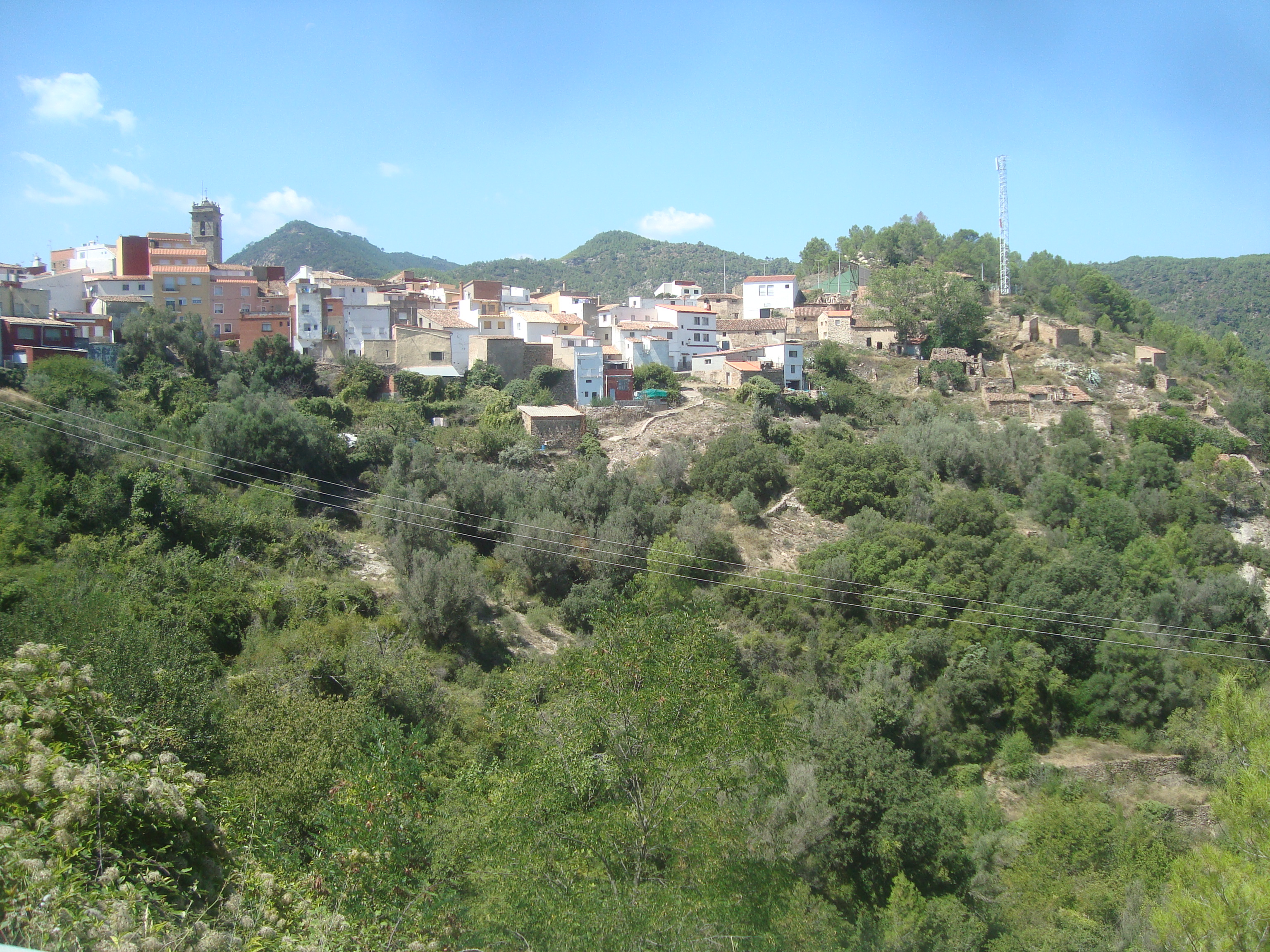
Villamalur, Alto Mijares (Castellón).

- Villamalur (Castellón).Villamalur, Alto Mijares (Castellón).Castillo de Villamalur. Se encuentra ubicado en una pronunciada y elevada montaña en las cercanías de la población. Por su estratégica posición, domina gran parte de la sierra. Castillo que posiblemente se construyó entre los siglos X y XIII y de construcción musulmana. Es de planta poligonal irregular. Todo el recinto se encontraba circunvalado por la muralla de la que todavía se conservan grandes elementos. También existen, todavía en pie, varias torres, un aljibe originalmente cubierto con bóveda, vestigios de canalizaciones.

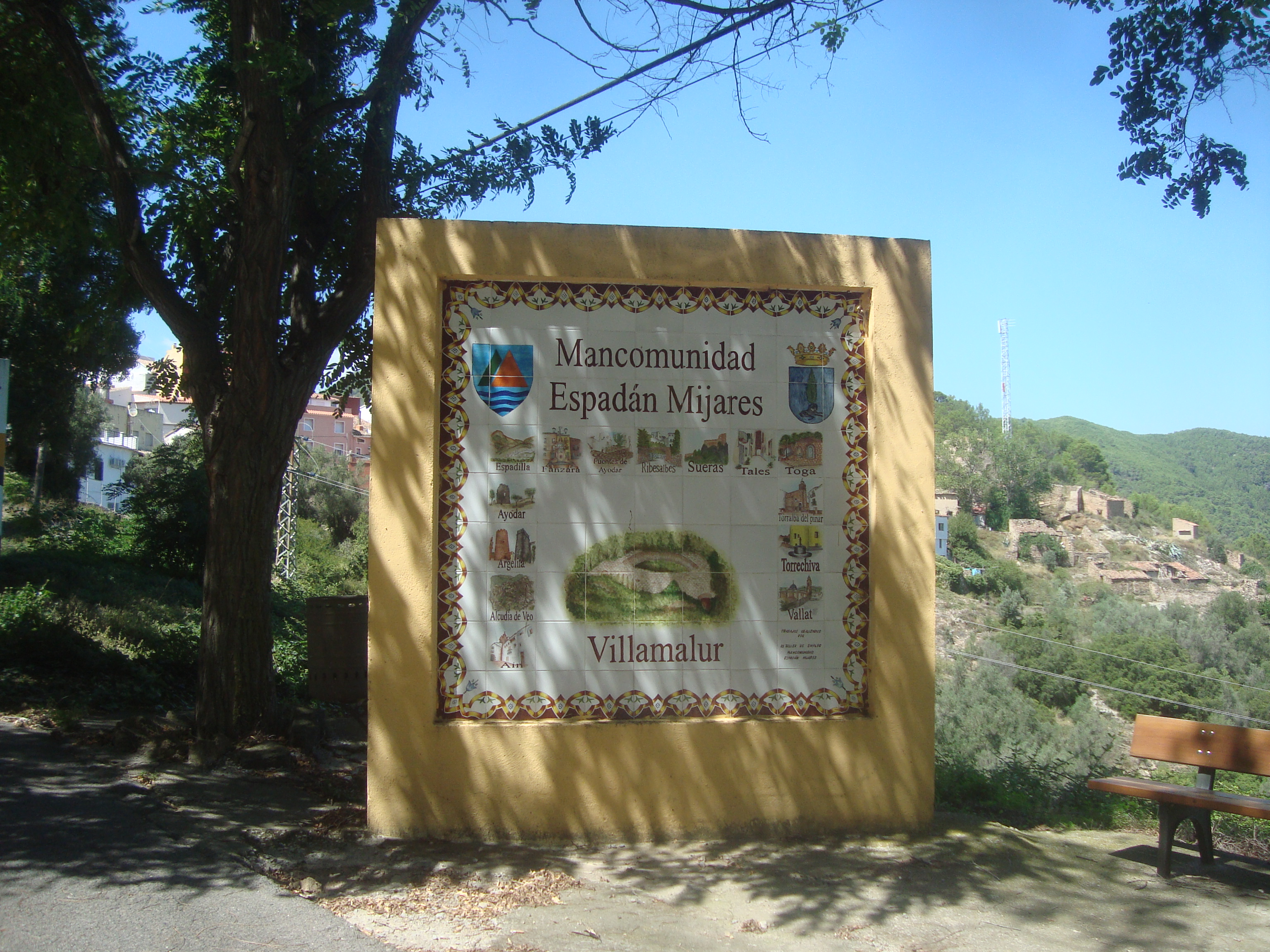
Villamalur (Castellón).

Gran parte de los restos son de origen cristiano, pues el castillo de Villamalur fue notablemente reformado tras la conquista.
- Nevera de Cuatro Caminos. Autores como Madoz la citan como la Nevera de Onda. Algunos testimonios locales afirman que funcionó hasta la primera década del siglo XX. Presenta un estado medio de conservación, sin techumbre y ha perdido alguno de sus elementos. Contaba con dos accesos a su interior y su cubierta se apoyaba sobre dos arcos paralelos, uno de ellos derruido. Tal vez tuviera una bóveda con cubierta de tejas, ya que existen numerosos restos que así parecen atestiguarlo en su entorno. Está construida a 880 m y es de planta circular de 11 m y de escasa profundidad.
- Trincheras de la Guerra Civil. Se ubican principalmente en los montes del Cabezo y el Jupillo. A día de hoy se encuentran en perfecto estado tras el paso de los años. Y es lugar de visita de muchos senderistas.

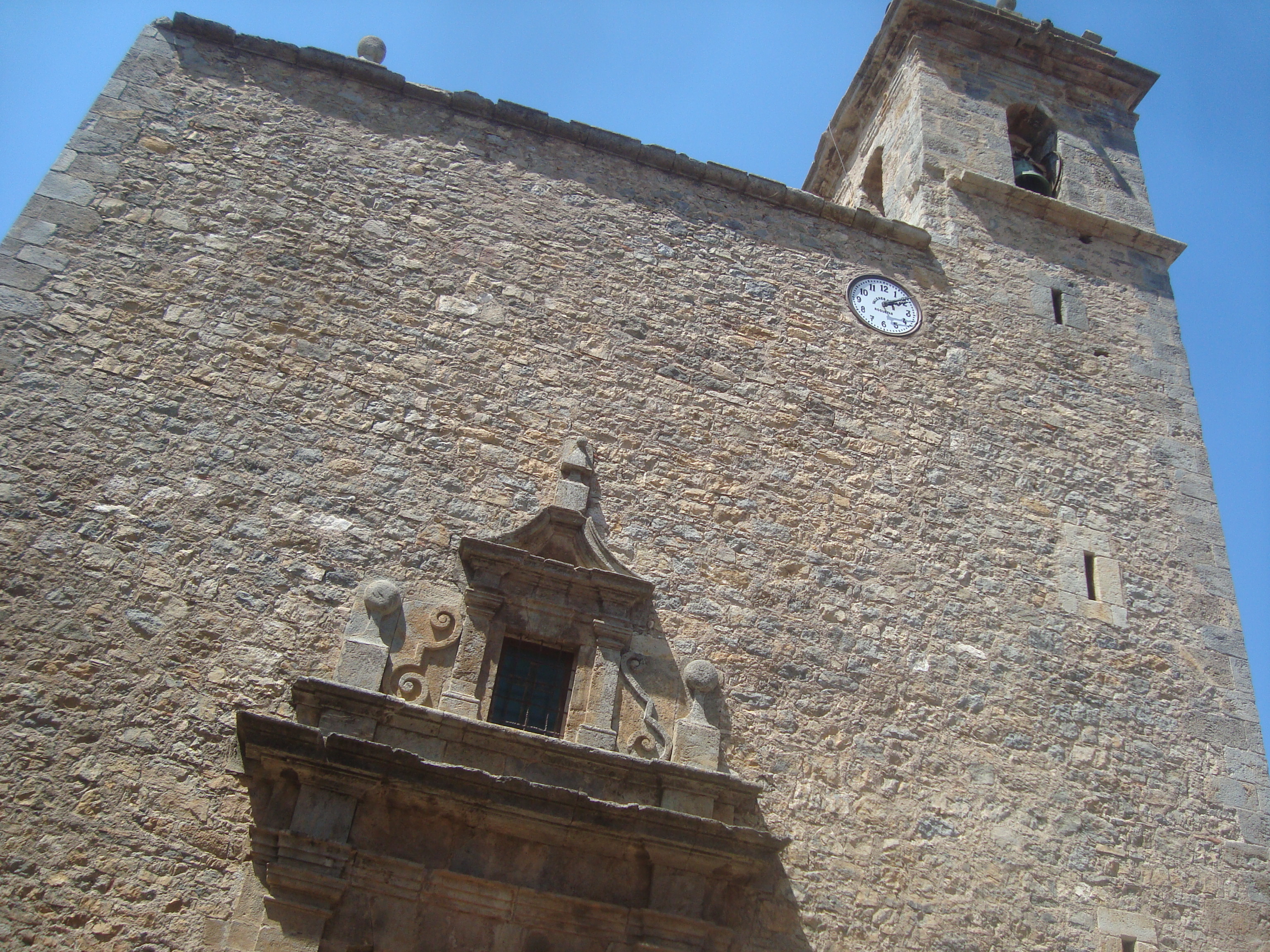
Fachada de la Iglesia Parroquial de Santo Domingo de Guzmán de Villamalur.

### Lugares de interés
- Rambla de Villamalur. La Rambla de Villamalur es el lugar tradicional elegido por los vecinos para celebrar la semana de Pascua, donde se reúnen para comer entre amigos o familiares. Dispone de merenderos, paelleros y área recreativa.
- La Cueva del Mas. Cuenta la gente del pueblo que, en esta cueva, hubo personas escondidas durante el periodo de la Guerra Civil. Tiene una profundidad de -11 metros.
- Monte el Tajar. Es un monte de utilidad pública, donde se encuentra el observatorio de prevención de incendios. Desde este punto tan panorámico podemos avistar: toda la sierra Espadán, el mar Mediterráneo, el pico del Bartolo, el Peñagolosa, la sierra de Javalambre (Teruel), la sierra Calderona (Valencia) y el pico de la Rápita.
- La fuente de Allá
- El Cantal
- Cafuentes
- El Salto
- La fuente de la Olivera

## Fiestas
- San Antonio. El 17 de enero se celebra esta tradicional fiesta.
- Ntra. Señora de los Desamparados. Se celebra en mayo.
- Fiesta de la Santa Cruz. Se celebra el primer sábado de mayo. Repartiéndose a cada persona un rollo, queso tierno y vino.
- Fiestas Patronales. Las fiestas Patronales se celebran el segundo domingo de septiembre durante toda la semana, en honor a Ntra. Sra. del Rosario, donde se alternan los actos religiosos con los festejos taurinos, las veladas culturales y las verbenas.

## Gastronomía
Entre los platos presentes en la gastronomía de Villamalur hay que destacar la olla de pueblo y los congretes, que se reparten a la salida de misa en las fiestas de mayo y septiembre.